# 克拉斯诺扎顿斯基
克拉斯诺扎顿斯基（羅馬化：Krasnozatonskiy），旧称红沃德尼克（Красный Водник），是俄罗斯科米共和国的市级镇，属瑟克特夫卡尔市。
该地2021年有人口8,368人；2010年人口8,309人；2002年人口8,497人；1979年有人口11,894人。